# 長崎市立日吉小学校・中学校
長崎市立日吉小学校・中学校（ながさきしりつ ひよししょうがっこう・ちゅうがっこう, Nagasaki City Hiyoshi Elementary School and Junior High School）は長崎県長崎市飯香浦町にある公立の小・中併設校。

## 概要
歴史
1881年（明治14年）に開校した小学校を前身とする。2021年（令和3年）に小学校は創立140年を迎えた。
学校教育目標
「自ら学ぶ心豊かでたくましい児童生徒の育成」
校歌
小中共通。作詞は池野一夫、作曲は磯田有志朗による。歌詞は3番まであり、各番とも「ゆかりの丘の日吉校」で終わる。
校区
住所表記で長崎市の後に太田尾町、飯香浦町が続く地区。

## 沿革
- 1881年（明治14年）- 小学校が開設される。
- 1890年（明治23年）- 現在地に校舎を新設し、「太田尾小学校」と命名される。
- 1908年（明治41年）- 「日吉尋常小学校」と改称。
- 1918年（大正7年）4月 - 日吉農業補習学校を併設。
- 1926年（大正15年）4月 - 校舎を増築。運動場を拡張。
- 1935年（昭和10年）4月1日 - 青年学校令により、併置の日吉農業補習学校が日吉青年学校に改称。
- 1941年（昭和16年）4月1日 - 国民学校令により、「茂木町日吉国民学校」に改称。
- 1947年（昭和22年）4月1日 - 学制改革（六・三制の実施）により、旧・国民学校が改組され、「茂木町立日吉小学校」となる。
- 1948年（昭和23年）4月1日 - 茂木町立茂木中学校日吉分校が併置される。
- 1949年（昭和24年）9月 - 中学校分校校舎が完成。
- 1950年（昭和25年）10月31日 - 日吉分校が茂木中学校より分離し、「茂木町立日吉中学校」として独立。
- 1955年（昭和30年）2月17日 - 特別教室棟（音楽室・家庭科室）が完成。
- 1959年（昭和34年）11月 - 4教室を増築。
- 1961年（昭和36年）1月21日 - 小学校創立80周年記念式典を挙行。
- 1962年（昭和37年）
  - 1月1日 - 茂木町が長崎市に編入されたことにより、「長崎市立日吉小学校・中学校」（現校名）に改称。
  - 2月 - 新校舎（4教室・管理室）が完成。
  - 5月15日 - 校章を制定。
- 1964年（昭和39年）11月28日 - 鋼管パイプ造平屋建ての技術室が完成。
- 1966年（昭和41年）12月20日 - 低鉄棒を設置。
- 1967年（昭和42年）9月12日 - 図書室、渡り廊下が完成。
- 1968年（昭和43年）
  - 3月29日 - 小学校階下4教室、中学校北側1教室を新設。
  - 11月6日 - 寄贈により、校旗を制定。
  - 12月24日 - 校長室・職員室・保健室等の増改築を完了。
- 1969年（昭和44年）12月27日 - 運動場拡張第1期工事を完了。
- 1970年（昭和45年）10月25日 - 運動場拡張工事を完了。
- 1971年（昭和46年）1月21日 - 小学校創立90周年記念式典を挙行。
- 1972年（昭和47年）
  - 4月7日 - 理科室を給食室に改修。
  - 11月 - 校庭にジャングルジム、すべり台、雲梯を設置。
- 1974年（昭和49年）2月9日 - 体育館が完成。
- 1977年（昭和52年）3月21日 - 中学校校舎（3教室）が完成。
- 1978年（昭和53年）4月30日 - 中学校特別教室（音楽室・家庭科室・理科室）が完成。
- 1981年（昭和56年）1月21日 - 小学校創立100周年を記念し、記念碑の建立、二宮尊徳像の復元といった記念事業が行われる。
- 1985年（昭和60年）3月15日 - 鉄筋コンクリート造4階建て小学校校舎（第1期工事）が完成。
- 1986年（昭和61年）1月31日 - 鉄筋コンクリート造4階建て小学校校舎（第2期工事）が完成。
- 1990年（平成2年）3月31日 - 第2運動場が完成。
- 1991年（平成3年）1月21日 - 小学校創立110周年記念式典を挙行。
- 1992年（平成4年）2月28日 - プールが完成。
- 1994年（平成6年）3月15日 - パソコン教室を設置。
- 1996年（平成8年）
  - 3月15日 - 中学校技術室を改築。
  - 9月26日 - 校庭にブランコを設置。
  - 11月12日 - ハンドボールゴールを取り替え。
- 1997年（平成9年）8月27日 - 校庭にシーソーを設置。
- 1998年（平成10年）3月13日 - 焼却炉を撤去。
- 1999年（平成11年）
  - 2月14日 - 体育館に防球ネットを設置。
  - 3月15日 - 小学校校舎2階から4階まで非常階段を設置。
- 2000年（平成12年）
  - 3月24日 - 図書室が完成。
  - 9月12日 - 音楽室が完成。
  - 9月25日 - 教育相談室「ひまわり」が完成。

## 学校行事
3学期
1学期
- 4月 - 始業式、着任式、入学式、歓迎遠足（長崎市立日吉青年の家）、おとぎの部屋
- 5月 - 被爆体験講話、新体力テスト
- 6月 - 長崎市中学校総合体育大会（中総体）、小5宿泊学習、小5科学館・原爆資料館見学
- 7月 - 終業式
- 8月 - 平和集会（9日 長崎原爆の日）

2学期
- 9月 - 始業式、日吉大運動会
- 10月 - 小6 長崎市小学校体育大会（小体会）
- 11月 - 長崎市小学校音楽会、小学校おとぎの部屋
- 12月 - 終業式

3学期
- 1月 - 始業式
- 3月 - 卒業式、修了式

## 部活動
中学校
- ハンドボール部
- バレーボール部
- 陸上部
- 水泳部
- 空手部

## 交通アクセス
最寄りのバス停
- 長崎バス「日吉」バス停よりすぐ。

最寄りの国道・県道
- 長崎県道34号野母崎宿線

## 周辺
- 日吉幼児園
- 太田尾簡易郵便局
- 長崎西彼農業協同組合日吉支店
- 日吉地区農産物集出荷施設
- 日吉神社
- 丸尾神社

## 参考資料
- 「市制百年 長崎年表」（1989年（平成元年）4月1日, 長崎市役所）